# Santa Maria Nuova (Marche)
Santa Maria Nuova település Olaszországban, Marche régióban, Ancona megyében. Lakosainak száma 3942 fő (2023. január 1.). Santa Maria Nuova Jesi, Osimo, Polverigi és Filottrano községekkel határos.

## Népesség
A település lakossága az elmúlt években az alábbi módon változott:
| Lakosok száma | 4177 | 4146 | 3942 |
|               | 2017 | 2018 | 2023 |